# Юніверсіті-Парк (Іллінойс)
Юніверсіті-Парк (англ. University Park) — селище (англ. village) в США, в округах Кук і Вілл штату Іллінойс. Населення — 7145 осіб (2020).

## Географія
Юніверсіті-Парк розташоване за координатами 41°26′46″ пн. ш. 87°42′44″ зх. д. / 41.44611° пн. ш. 87.71222° зх. д. (41.446073, -87.712275).  За даними Бюро перепису населення США в 2010 році селище мало площу 28,07 км², з яких 28,07 км² — суходіл та 0,01 км² — водойми.

## Демографія
Згідно з переписом 2010 року, у селищі мешкало 7129 осіб у 2416 домогосподарствах у складі 1772 родин. Густота населення становила 254 особи/км².  Було 2730 помешкань (97/км²).
Расовий склад населення:
| - 89,8 % — чорних або афроамериканців - 6,1 % — білих - 0,8 % — азіатів - 0,1 % — корінних американців |

До двох чи більше рас належало 2,5 %. Частка іспаномовних становила 2,5 % від усіх жителів.
За віковим діапазоном населення розподілялося таким чином: 33,8 % — особи молодші 18 років, 59,4 % — особи у віці 18—64 років, 6,8 % — особи у віці 65 років та старші. Медіана віку мешканця становила 30,1 року. На 100 осіб жіночої статі у селищі припадало 80,9 чоловіків;  на 100 жінок у віці від 18 років та старших — 73,5 чоловіків також старших 18 років.
Середній дохід на одне домашнє господарство  становив 52 697 доларів США (медіана — 45 062), а середній дохід на одну сім'ю — 58 725 доларів (медіана — 48 866). За межею бідності перебувало 16,6 % осіб, у тому числі 22,1 % дітей у віці до 18 років та 8,4 % осіб у віці 65 років та старших.
Цивільне працевлаштоване населення становило 2595 осіб. Основні галузі зайнятості: освіта, охорона здоров'я та соціальна допомога — 30,1 %, науковці, спеціалісти, менеджери — 12,5 %, виробництво — 11,6 %.